# Lomira
Lomira is een plaats (village) in de Amerikaanse staat Wisconsin, en valt bestuurlijk gezien onder Dodge County.

## Demografie
Bij de volkstelling in 2000 werd het aantal inwoners vastgesteld op 2233. In 2006 is het aantal inwoners door het United States Census Bureau geschat op 2511, een stijging van 278 (12,4%).

## Geografie
Volgens het United States Census Bureau beslaat de plaats een oppervlakte van 5,0 km², geheel bestaande uit land. Lomira ligt op ongeveer 304 m boven zeeniveau.

## Plaatsen in de nabije omgeving
De onderstaande figuur toont nabijgelegen plaatsen in een straal van 16 km rond Lomira.